# Hanžeković Memorial
Hanžeković Memorial (pl. Memoriał Hanžekovicia) – rozgrywane rokrocznie, od 1951 roku, zawody lekkoatletyczne poświęcone pamięci byłego chorwackiego sprintera Borisa Hanžekovicia. Memoriał odbywa się na stadionie Mladost w stolicy Chorwacji – Zagrzebiu (do 1997 roku gospodarzem zawodów był stadion Maksimir).
Pierwszy memoriał został rozegrany w 1951 roku. Od 1958 w zawodach mogą brać udział także obcokrajowcy. W 1998 Hanžeković Memorial dołączył do cyklu mityngów lekkoatletycznych o nazwie Grand Prix IAAF, organizowanych przez Międzynarodowe Stowarzyszenie Federacji Lekkoatletycznych. W latach 2003-2009 zawody te należały do kategorii Grand Prix cyklu World Athletics Tour, a od 2010 należą do cyklu World Challenge Meetings.